# رود ألين
رود ألين (بالإنجليزية: Rod Allen)‏ هو لاعب كرة قاعدة ومعلق رياضي أمريكي، ولد في 5 أكتوبر 1959 في لوس أنجلوس في الولايات المتحدة.

## وصلات خارجية
- رود ألين على موقع الدوري الياباني لكرة القاعدة (الإنجليزية)
- رود ألين على موقعبيزبول رفرنس.كوم (الدوري الرئيسي) (الإنجليزية)
- رود ألين على موقعبيزبول رفرنس.كوم (الدوري الثانوي) (الإنجليزية)
- رود ألين على موقع جمعية أبحاث البيسبول الأمريكية (الإنجليزية)
- رود ألين على موقع إي إس بي إن.كوم (أم.أل.بي) (الإنجليزية)
- رود ألين على موقع مشجعي الرسوم البيانية (الإنجليزية)